# Erythroneura acuticephala
Erythroneura acuticephala är en insektsart som beskrevs av Robinson 1924. Erythroneura acuticephala ingår i släktet Erythroneura och familjen dvärgstritar. Inga underarter finns listade i Catalogue of Life.